# Болховський район
Болховський район (рос. Болховский район) — адміністративно-територіальна одиниця (район) та муніципальне утворення (муніципальний район) у складі Орловської області Російської Федерації.
Адміністративний центр — місто Болхов.

## Історія
- Район утворено 30 липня 1928 року у складі Бурштинського округу Центрально-Чорноземної області, до нього увійшла частина території колишнього Болховського повіту Орловської губернії.
- 13 червня 1934 року після ліквідації Центрально-Чорноземної області район увійшов до складу новоствореної Курської області.
- З 27 вересня 1937 року район у складі новоствореної Орловської області.
- З 1 січня 2006 року район отримав статус муніципального району, котрий мав у своєму складі 14 муніципальних утворень.